# Kam"janka-Buz'ka
Kam"janka-Buz'ka (in ucraino Кам'янка-Бузька?) è una città  ucraina (10 397 abitanti) situata nel distretto di Leopoli, nell'oblast' di Leopoli. Ospita l'amministrazione della comunità territoriale di Kam"janka-Buz'ka, una delle comunità territoriali dell'Ucraina.
Fino al 18 luglio 2020 Kam"janka-Buz'ka ospitava la sede amministrativa del distretto di Kam"janka-Buz'ka, abolito come parte della riforma amministrativa dell'Ucraina, che ha ridotto a sette il numero dei distretti dell'oblast' di Leopoli. L'area del distretto di Kam"janka-Buz'ka è stata suddivisa fra il sdstretto di Červonohrad e il distretto di Leopoli e Kam"janka-Buz'ka è stata trasferita al distretto di Leopoli.